# H&K HK21

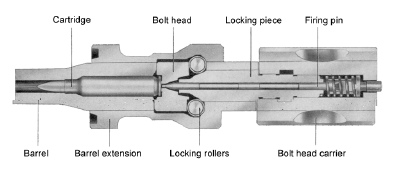
G3系ローラー遅延機構の断面

H&K HK21は、ドイツのベルト給弾式汎用機関銃である。1961年、ヘッケラー&コッホ（H&K）社がH&K G3を元に開発した。本銃は現在でもアジア、アフリカ、ラテンアメリカ諸国で一線で使用されており、ポルトガルのINDEP社（Indústrias Nacionais de Defesa EP, Defense National Industries Public Corporation, 旧称：Fábrica do Braço de Prata）ではm/968という名称で、メキシコのSEDENA社（Secretariat of National Defense）ではMG21という名称でそれぞれライセンス生産されている。

## 機構
HK21はローラー遅延式ブローバック方式の銃器で、連射・単射の切り替えが可能である。
この遅延は、可動式のロッキング・ピースに逆らって重いボルト・キャリア部を押す伝達部となる2つの円筒形のローラーを持ち、銃腔の軸線と対称に備えられ角度をもった中間伝達システムにより、ボルトの慣性を人為的に増すことで達成される。
ツーピース式のボルト・アセンブリーは、上記の2つのローラーとサポーティング・ロッキング・ピース、ボルト・キャリアを含むボルト・ヘッドから構成される。「アンロック動作」では、ボルト・ヘッドは点火された薬莢から後ろ方向への衝撃を受け、ローラーに逆らい後方への圧力で銃身延長部に備わるくぼみ内に収まる。ローラーは銃身延長部の角度を持った斜面に逆らって内側に押し込まれ、クサビ形ロッキング・ピースと相互に作用し合ってそれを後方へ突き出す。ローラーが銃身延長部とロッキング・ピースの斜面を動く間に、ボルト・ヘッドに対するボルト・キャリアとロッキング・ピースへの伝達比は、4対1に保たれている。つまり、ボルト・キャリアはボルト・ヘッドより4倍早く後方へ動くことで、銃身内の圧力が下がってから排莢して、安全を確保する。銃身の薬室にはいくつもの縦溝が刻まれており、溝に入った発射ガスの一部が薬莢の外面に作用して膨張を軽減し、空薬莢が薬室の壁から抜き取られるのを助ける。
ボルトは跳ね返りを押さえる機能を持っており、ボルト・アセンブリーが前方へ戻る時に、銃身延長部に当たったボルト・ヘッドが跳ね返ることを防止する。ばね仕掛けによるエキストラクターはボルトに、またレバー型のエジェクターはトリガー・グループ・ハウジングに組み込まれ、後者は発射ごとにレコイリング・ボルトによって駆動される。本銃はハンマー撃発式で、ボルトが閉鎖された状態（クローズド・ボルト・ポジション）で発射される。ピストル・グリップと一体化され、レシーバーとは蝶つがいで繋がったトリガー・グループは、回転式のファイヤーコントロール・セレクター・スイッチを備えており、"E"または"1"に合わせれば「半自動射撃」となり、"F"または"20"では「連続射撃」、"S"または"0"に合わせればトリガーが無効となる「セーフティ」となり、これが手動式の安全装置として働く。
本銃は、米国のM13や、ドイツでのM13相当品であるDM6、独自の非分離式DM1といった、多様な金属リンク式の給弾ベルトによって左側面から給弾される。ラッチ式のホイール・フィード・ユニットは、G3などのライフルにおいて箱型マガジンが占める場所、つまり銃身軸より下のフィード・ブロックの底部位置に装着され、容易に着脱可能なモジュールとして設計されている。ボルトがベルトより上部に来るこの配置によって、他の多くのベルト給弾式火器とは異なり、リンク面が下方になるように給弾する必要がある。給弾機構はボルトの往復運動によって駆動される。ボルト底部に彫られたカムの溝に給弾機構の作動部が噛み合わされることで、2つのスプロケットが回転し、新たな銃弾が給弾路内に取り込まれる。給弾ブロックからホイール・フィード・ユニットを取り外し、代わりにアダプターを装着することで、ベルト給弾からマガジン給弾に簡単に変更でき、H&K社の20発入りマガジンや50発入りのドラムマガジンの使用を可能にする。HK21は、前部照準基部まで延長された強化型G3レシーバーを使用し、レシーバー先端または給弾機構前方のいずれかに脱着可能な二脚を装着でき、三脚や車輌固定用ブラケットにも搭載できる。
HK21のおよそ48%程の部品がG3と相互交換可能になっている。
またHK21は一般的な汎用機関銃や重機関銃とは異なり、前述のように、元となったG3と同様にボルト閉鎖状態から撃発動作を開始するクローズドボルト方式を採用している。これはその他のアサルトライフルをベースとした軽機関銃や分隊支援火器（RPK / RPK-74 / FALOなど）にも同様にみられる傾向である。
HK21は、溝型のフラッシュサプレッサーが装着可能で迅速に交換できる肉厚の銃身と、前部の照星（環状のガード付き）と後部の環状照門というアイアンサイトを持ち、100-1,000mまでの100m刻みで射距離を調節できる。
銃身やボルト、給弾ユニットのように多種の部品が簡単に交換可能であるため、本銃は、7.62x39mmや5.56x45mmといった中間弾薬にもすばやく対応できる。

## 派生型

### HK11（G8）
HK11は、HK21からベルト給弾機構を省略した上で銃身を短縮したもので、元々は警察向けの重自動小銃として設計された。HK11はドイツ連邦軍およびドイツ連邦国境警備隊（現在のドイツ連邦警察）によって採用され、G8（Gewehr-8）という制式名称が与えられた。弾倉はG3小銃と共有することが可能な20発箱型弾倉及び50発ドラム型弾倉を用いる。HK11A1（G8A1）という派生型も存在する。

### GRシリーズ
GRシリーズは、シリアルナンバーや判別マークを持たないものを指す「消毒済み」（"sanitized"）と呼ばれる特殊作戦部隊向けのH&K社製の銃である。これらはアイアンサイトの使用を前提とせずに最初から光学照準器を備えていて、標準で森林地帯（型式に-Cが付く）、または、砂漠地帯（型式に-Sが付く）向けの迷彩が施されている点で、通常のものと異なる。
- GR-6 自動小銃（HK13）
- GR-9 軽機関銃（HK23）

### HK21A1

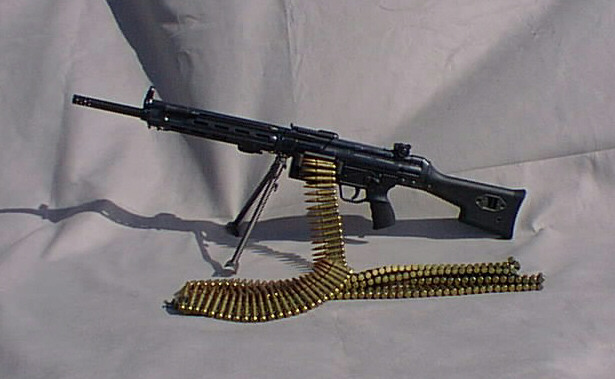
HK21A1と弾帯

1970年代初期に、HK21の設計は単純化されて給弾機構は変更された。
キャリング・ハンドルと共に向上された緩衝機構の付いた、かぎ状の床尾ストックが加わって、機関銃の重量が増した。
それ以降、HK21では2つの主要な派生型が提供されるようになっている。
（異なるベルト給弾機構を備えた）HK21A1汎用機関銃と、（マガジン給弾のみに最適化された）HK11A1自動小銃である。
HK11A1は、さらに輸出販売で成功することを目指して、特にギリシャ陸軍や、その他のアフリカ諸国とアジア諸国の陸軍で採用されることに向けた製品である。
HK21が元となった両者は、適切な部品交換によって5.56x45mm NATO弾用の薬室に変更できる。

### HK21E
1980年代を通じて、HK21AとHK11A1は、以下のような同一のレシーバーとトリガー・グループに対して交換可能な銃身と給弾機構を共有することで、モジュール化された新たな機関銃ファミリーとして近代化された。
- HK11E 自動小銃（マガジン給弾、7.62x51mm NATO弾使用）
- HK13E 自動小銃（マガジン給弾、5.56x45mm NATO弾使用）
- HK21E 汎用機関銃（ベルト給弾、7.62x51mm NATO弾使用、軍用兵器としてメキシコでもライセンス生産している）
- HK23E 軽機関銃（ベルト給弾、5.56x45mm NATO弾使用）

"E"は、"Export model"（輸出型）を意味している。
従来のHK21A1とHK11A1に比べて、近代化されたこれら「輸出用」兵器の特徴を以下に示す。
- 前方照準器を含めたバレルジャケットが前方へ94 mm (3.7 in)延長され、照準基線が長くなった
- 銃身基部の取り付け方法を改良（HK21Eは銃身自体も延長された）
- 機関部が後方へ25 mm (1.0 in)延長され、ボルトの後退ストロークを増すことで反動を緩和した
- 機関部の左右に強化用の板材を溶接し、射撃を重ねると蓄積されるレシーバーのゆがみを抑制した
- ボルトや機関部、給弾機構の部品が再設計された
- トリガー・グループのバースト射撃モードに新たに「3発バースト」が加えられた
- 樹脂製銃身ハンドルが加えられた
- 後方照準器が大型のダイヤルで調整可能な方式に変更された
- 単純な折りたたみ式の二脚に替えて、3段階の高さ調節と左右に傾けることが可能な二脚になった
- 給弾機構は、ボルトが前後両方向に移動する時に給弾ベルトを連続的に駆動する方式に変更され、駆動時の負荷を軽減した
- ボルトを閉鎖位置へ押し込むためのフォワードアシストノブが用意された
- NATO標準の光学照準器マウントを装備した

歩兵の徒歩戦闘用として使用される場合には、HK21Eは、HK21A1のように給弾機構の下に板金製コンテナを連結し、その中に100発分の銃弾ベルトを収納することできる。ボルト、リコイル・スプリング、ベルト給弾モジュール、またはマガジンより構成されるオプションの給弾モジュール・キットによって、H&K G3やSTANAGの箱やドラム状のマガジンを使用することが可能である。衝撃吸収式三脚の重量は10.5 kg (23 lb)である。

## 使用弾別分類

### 7.62×51mm NATO弾
HK21
基本型
HK21A1
ドイツ国内向け、HK21の改良版
HK21E
輸出向け

### 5.56×45mm NATO弾
HK23E
輸出向け
GR9
照準器を固定式スコープに置き換えたHK23

## 諸元
上記表内で記述できなかった各型の主要諸元を以下に示す。
- 使用弾薬：HK21, HK21A1, HK11A1, HK21E, HK11E：7.62x51mm NATO弾
 HK23E, HK13E：5.56x45mm NATO弾
- 発射速度：HK21, HK21A1：900発/分
 HK11A1, HK21E, HK11E：800発/分
 HK23E, HK13E：750発/分
- 銃口初速：HK21, HK21A1, HK11A1, HK11E：800 m/s (2,625 ft/s)
 HK21E：840 m/s (2,755.9 ft/s)
 HK23E, HK13E：910 m/s (2,985.6 ft/s)（SS109カートリッジ使用時 cartridge）
- 全長：HK21：1,021 mm (40.2 in)
 HK21A1, HK11A1, HK11E, HK23E, HK13E：1,030 mm (40.6 in)
 HK21E：1,140 mm (44.9 in)
- 銃身長：HK21, HK21A1, HK11A1, HK11E, HK23E, HK13E：450 mm (17.7 in)
 HK21E：560 mm (22.0 in)
- 重量：HK21：7.92 kg (17.5 lb)
 HK21A1：8.30 kg (18.3 lb)
 HK11A1：7.70 kg (17.0 lb)
 HK21E：9.30 kg (20.5 lb)
 HK11E：8.15 kg (18.0 lb)
 HK23E：8.75 kg (19.3 lb)
 HK13E：8.00 kg (17.64 lb)
- 給弾：HK21:M13, DM6, DM1 弾薬ベルト
HK11（G8）20連箱型弾倉（G3専用弾倉）か50連ドラム弾倉
HK21：HK73弾薬ベルト用弾倉
HK23：HK33用箱型
- 照準機構：Rear rotary diopter drum; hooded front post

## 採用国
- バングラデシュ
  - HK11A1 and HK21A1.[2]
- ボリビア[2]
- ブルネイ[2]
- カメルーン[2]
- コロンビア[2]
- ギリシャ
  - Made under license.[3]
- ヨルダン[2]
- ケニア[2]
- マレーシア
  - Uses both the HK11A1 and the HK21E.[2]
- メキシコ[2]
- ニジェール
  - HK11A1 and HK21.[2]
- ナイジェリア[2]
- ポルトガル
  - Made under license.[3]
- カタール[2]
- セネガル[2]
- スリランカ[2]
- スウェーデン[2]
- トルコ
  - The HK23E is employed by the トルコ国家憲兵「ジャンダルマ」[4]
- ウガンダ[2]

## 登場作品

### 映画
『ポリス・ストーリー3』
タイ将軍の私設キャンプ内での銃撃戦で、土嚢上に二脚を展開して設置されたものをタイ将軍の護衛が使用する。

### 漫画
『こちら葛飾区亀有公園前派出所』
第55巻に登場。

### ゲーム
『OPERATION7』
『PAYDAY: The Heist』
『PAYDAY2』

『コール オブ デューティシリーズ』
『CoD:BO』
CIAやソ連軍が使用する。
『CoD:MWII』
「RAPP H」の名称で登場。
『バトルフィールド2』
EU援護兵で使用可能。